# ライブタワー武蔵浦和
ライブタワー武蔵浦和（ライブタワーむさしうらわ）は、埼玉県さいたま市南区に所在する超高層マンション。さいたま市内で最も高いマンションとなっている。埼玉県内第7位の高さを持つマンション。

## 概要
浦和市の再開発事業武蔵浦和駅第6街区第一種市街地再開発事業により建設された。武蔵浦和駅東口に隣接していたが交通ロータリーなどが未整備であったため、ペデストリアンデッキやロータリー・地下駐輪場も再開発事業の一環で整備された。完成時は浦和市最高層の建築物であった。完成3カ月後にさいたま市が発足し、マンションとしては現在も市内最高層となっている。武蔵浦和駅周辺ではラムザタワーに次いで2番目の再開発事業である。

## 歴史
- 1987年（昭和62年） - 東口再開発協議会が発足[2]。
- 1994年（平成6年）12月 - 都市計画決定。
- 1997年（平成9年）10月 - 権利変換計画認可。
- 2001年（平成13年）2月 - 竣工。
- 2001年（平成13年）3月 - 公共施設・店舗がオープン。
- 2001年（平成13年）5月 - さいたま市発足。

## テナント
- 須原屋武蔵浦和店
- スポーツクラブNAS武蔵浦和
- ダイソー
- デンタルオフィス武蔵浦和